# 芦別郵便局
芦別郵便局（あしべつゆうびんきょく）は北海道芦別市にある郵便局。民営化前の分類では集配普通郵便局であった。

## 概要
住所：〒075-8799 北海道芦別市北1条東1丁目10-5
民営化直前の集配業務再編において、多くの集配普通郵便局は統括センターとなったが、当局は配達センターとされたため、民営化後も郵便事業株式会社の支店は併設されず、集配センターが併設された。

## 沿革
- 1899年（明治32年）9月1日 - 芦別郵便局（三等）として開設。同年12月16日より、為替・貯金取扱を開始[1]。
- 1902年（明治35年）12月21日 - 芦別郵便電信局となる。
- 1903年（明治36年）4月1日 - 通信官署官制の施行に伴い芦別郵便局となる。
- 1956年（昭和31年）10月21日 - 電話通話および和文電報受付事務の取扱を開始[2]。
- 1958年（昭和33年）5月1日 - 特定郵便局から普通郵便局からに局種別改定。
- 1967年（昭和42年）11月1日 - 高根簡易郵便局の廃止に伴い、取扱事務を承継。
- 1973年（昭和48年）11月19日 - 芦別市南1条東1丁目から、同市北1条東1丁目に局舎を新築、移転。
- 1999年（平成11年） - 外国通貨の両替および旅行小切手の売買に関する業務取扱を開始。
- 2006年（平成18年）9月19日 - 西芦別郵便局、新城郵便局、上芦別郵便局から集配業務を移管[3]。
- 2007年（平成19年）10月1日 - 民営化に伴い、併設された郵便事業滝川支店芦別集配センターに一部業務を移管。
- 2012年（平成24年）10月1日 - 日本郵便株式会社の発足に伴い、郵便事業滝川支店芦別集配センターを芦別郵便局に統合。

## 取扱内容
- 郵便、印紙、ゆうパック、チルドゆうパック、内容証明
- 貯金、為替、振替、振込、国際送金、外貨両替・トラベラーズチェック、国債、投資信託
- 生命保険、バイク自賠責保険、自動車保険
- ゆうちょ銀行ATM
- 芦別市内の集配業務

## 周辺
- 芦別市役所
- 芦別市立芦別小学校
- 国道38号
- 国道452号
- 空知川

## アクセス
- JR根室本線 芦別駅から北東へ約400m（徒歩約5分）
- 北海道中央バス 芦別停留所、キラキラバス 芦別市役所停留所下車
- 駐車場あり：5台